# Oncorhynchus mykiss

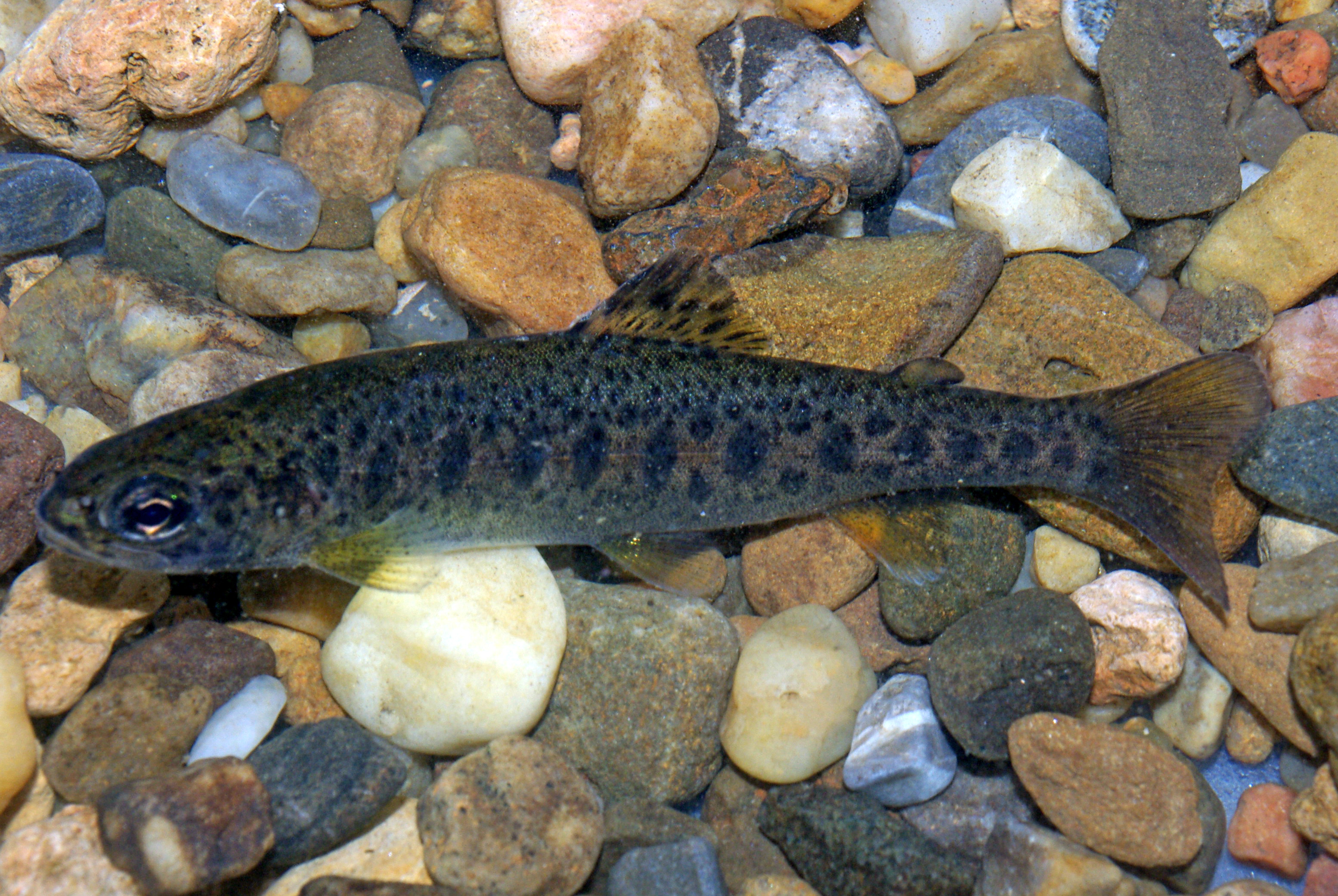
Individuo giovanile

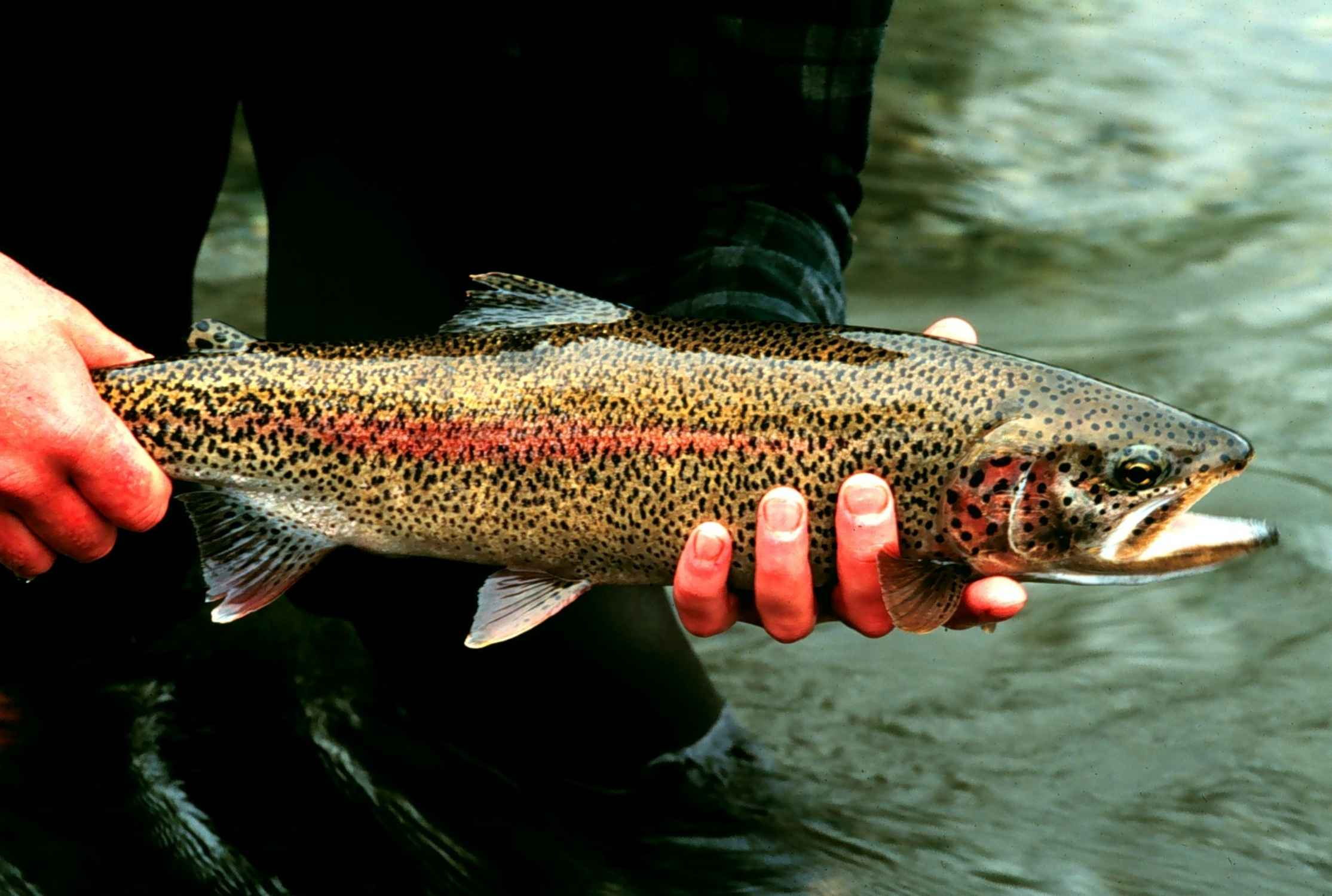

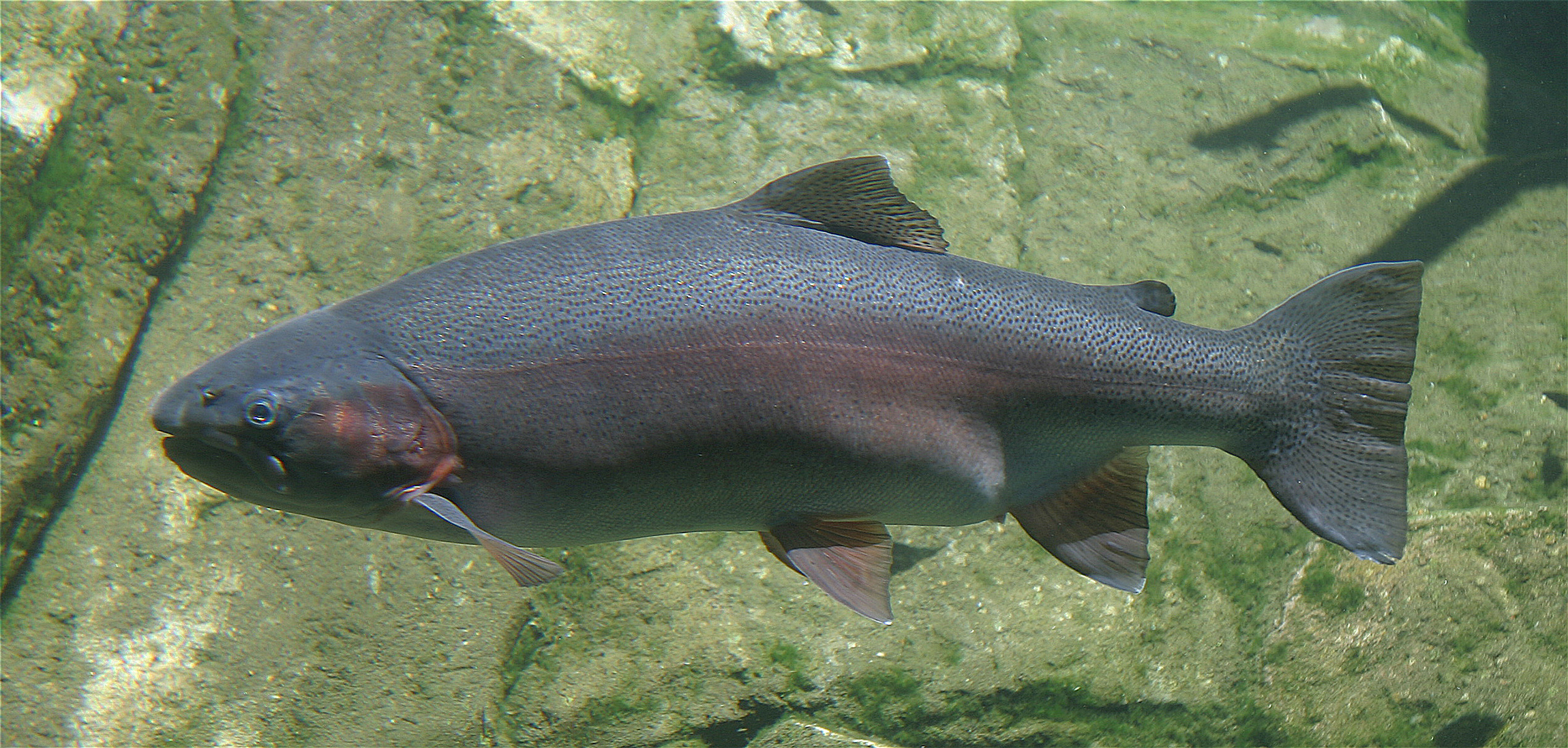
Maschio durante il periodo riproduttivo

Oncorhynchus mykiss (Walbaum, 1792), comunemente indicata come trota iridea oppure come trota arcobaleno, è un pesce osseo d'acqua dolce e marina appartenente alla famiglia dei Salmonidae.

## Distribuzione e habitat
L'areale della specie comprende il versante pacifico dell'America settentrionale a sud fino al nord del Messico e le coste asiatiche del Pacifico tra la Kamčatka e il basso corso dell'Amur. La specie è stata introdotta in tutta Europa ma ha stabilito solo poche popolazioni in grado di riprodursi e dunque non dipendenti dall'apporto di individui di allevamento; alcune popolazioni naturalizzate sono presenti nei torrenti alpini di Slovenia, Svizzera e Austria, in Friuli - Venezia Giulia, nel bacino del fiume Serchio in Toscana e nella parte alta del torrente Savena, in provincia di Bologna e Firenze.
Vive in torrenti e laghi montani con acque fredde e ossigenate. È stata però introdotta in ambienti anche non ottimali e può essere trovata dappertutto tranne che in stagni poco ossigenati con temperatura dell'acqua che supera i 25° in estate. Alcune popolazioni (americane) di torrenti costieri o immissari di laghi sono anadrome, queste popolazioni sono dette in inglese steelhead.

## Descrizione
La forma generale di questa trota assomiglia molto a quella della trota europea, da cui si distingue principalmente per i caratteri della livrea. Il corpo è affusolato e leggermente compresso lateralmente, con muso ottuso e bocca ampia. La pinna caudale ha un'intaccatura centrale a differenza che in Salmo trutta (trota fario) in cui è tronca. La colorazione di fondo è verdastra sul dorso e bianca sul ventre con un'ampia fascia longitudinale rosea o violacea più o meno visibile sui fianchi. Tutto il corpo e le pinne dorsale e caudale sono punteggiate di nero (la pinna caudale non ha mai punteggiature nelle trote europee). Negli individui anadromi viventi in mare il colore è uniformemente argenteo con punti neri.
La taglia massima è di 120 cm per 25,4 kg.

## Biologia
Può vivere fino a 11 anni.

### Riproduzione
Il periodo riproduttivo avviene in primavera: gli esemplari adulti delle popolazioni anadrome cominciano in inverno la migrazione dalle coste oceaniche verso le sorgenti dei fiumi mentre le varietà stanziali si limitano ad effettuare spostamenti all'interno dei bacini fluviali. La deposizione avviene sui letti ghiaiosi dei torrenti montani. Ogni femmina può deporre fino a 2000 uova per kg di peso. In Europa la riproduzione della specie è molto rara e le popolazioni selvatiche si possono mantenere solo grazie alla continua immissione di esemplari di allevamento.

### Alimentazione
Come tutte le trote è un predatore: in acqua dolce si ciba di invertebrati acquatici e terrestri e di pesci, in mare di pesci e cefalopodi.

## Pesca
La trota iridea è una preda apprezzata dai pescatori sportivi e viene largamente introdotta in appositi bacini per la pesca sportiva. Viene catturata sia con esche naturali che artificiali con tecniche in tutto simili a quelle impiegate per la trota fario. Uso di questa specie viene ampiamente fatto per tecniche di pesca agonistiche come il Trout Area.
Le carni sono eccellenti anche se reputate leggermente inferiori a quelle della trota europea.

## Allevamento
In Italia la trota iridea è il pesce maggiormente impiegato in acquacoltura, adattandosi meglio di altre specie di trota ad acque più calde e meno ossigenate e avendo una buona capacità di accrescimento. Quella "salmonata", caratterizzata da carni di color rosa salmone che spesso spuntano un prezzo più alto sui mercati, non è una vera e propria razza o varietà. Il colore delle carni dipende essenzialmente dalla dieta a base di crostacei (in natura) o a base di farine di gambero o altri cibi ricchi di carotenoidi (in allevamento).

## Impatto ecologico
L'impatto ecologico delle ripetute immissioni di questa specie è stato notevole, è infatti uno dei principali responsabili della rarefazione delle trote di ceppo autoctono in Italia ed in Europa. Gli avannotti della trota iridea riescono a competere efficacemente con quelli della trota europea accrescendosi più in fretta e consumando la maggior parte delle risorse alimentari.
La IUCN ha inserito la trota iridea nell'elenco delle 100 tra le specie invasive più dannose al mondo.

## Consumo

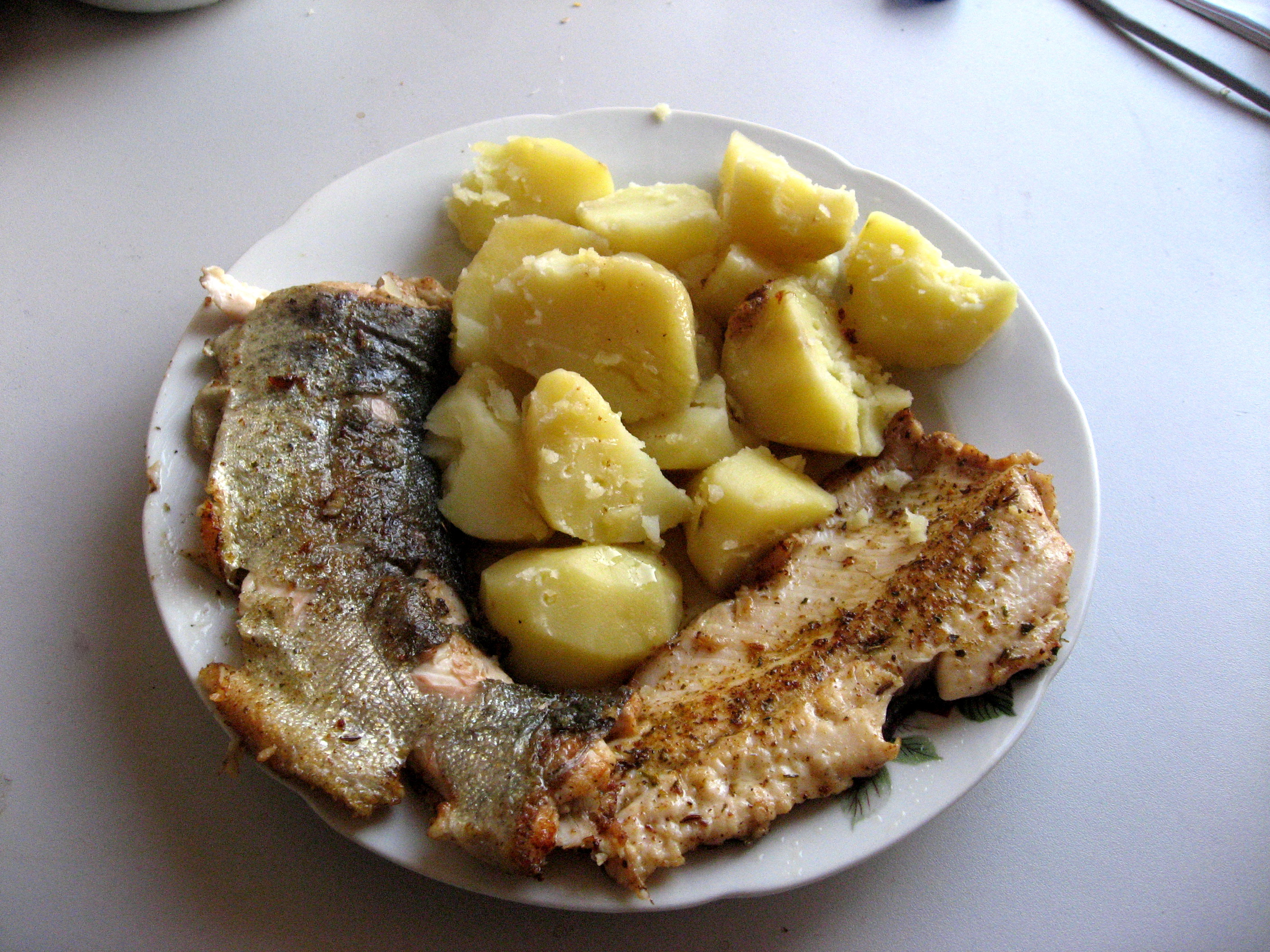
Trota iridea con patate

Le carni della trota iridea sono apprezzate sia per il loro sapore delicato  sia da un punto di vista nutrizionale. Infatti, pur essendo ricche di grassi, tra questi sono particolarmente abbondanti gli omega3, ritenuti utili per contenere l'ipercolesterolemia. Sono adatte per varie preparazioni, e in particolare vengono consumate lessate, alla griglia o arrostite.